# Bernd Rudolph (Politiker)

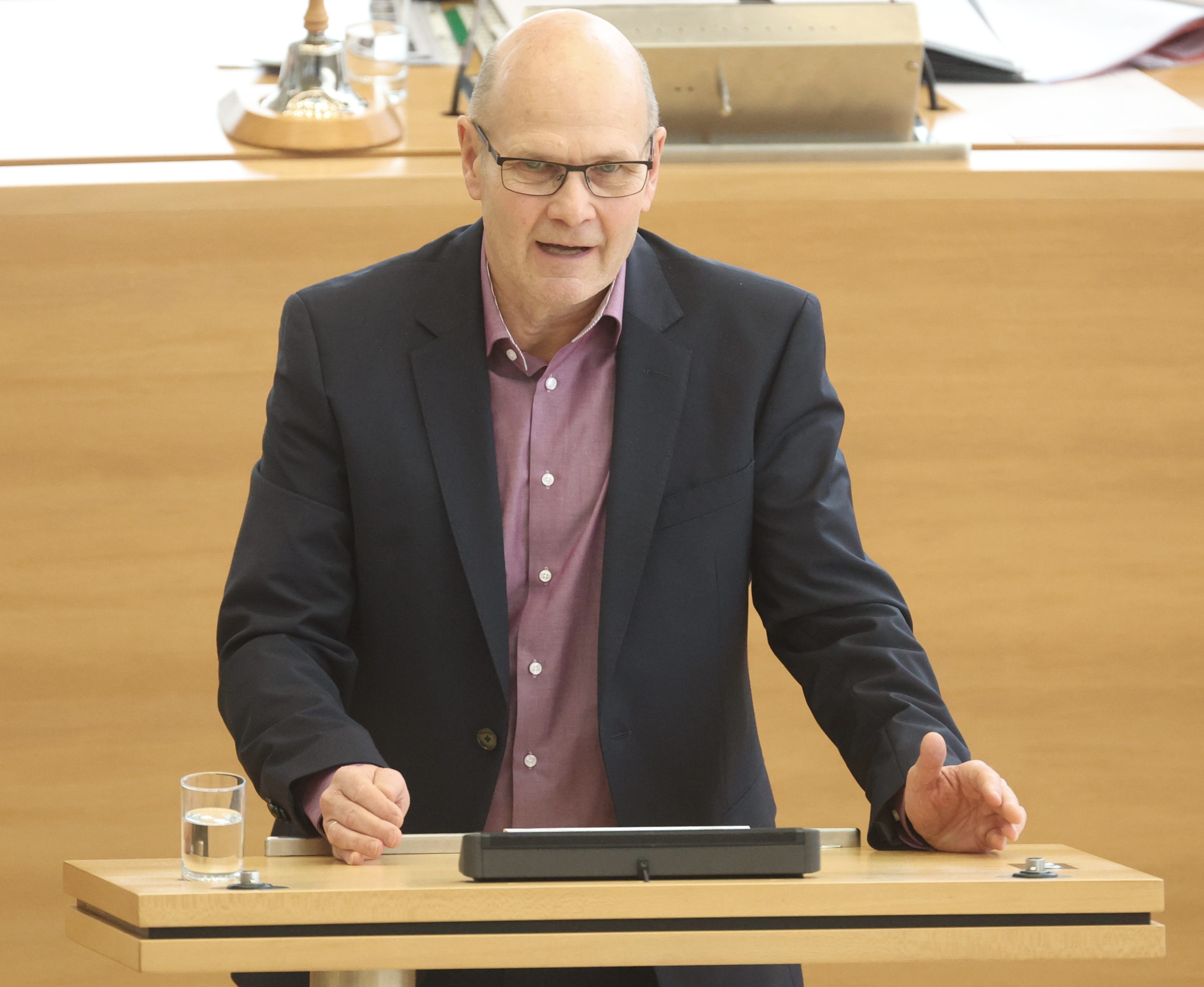
Bernd Rudolph (2024)

Bernd Rudolph (* 1962 in Zwickau) ist ein deutscher Politiker (BSW, zuvor die Linke).

## Leben und Beruf
Rudolph ist in Zwickau geboren und aufgewachsen und machte 1979–1982 eine Ausbildung zum Facharbeiter für Nachrichtentechnik, daraufhin arbeitete er bei der deutschen Volkspolizei der DDR. Zwischen 1986 und 1989 studierte er zudem an der Fachhochschule zum Ing. für Fernmeldetechnik. Seit 1990 ist Rudolph Polizeibeamter, ist jedoch seit 2024 außer Dienst.
Rudolph ist verheiratet und hat zwei Kinder.

## Politik
Bernd Rudolph war zwischen 2014 und 2024 für Die Linke im Stadtrat von Zwickau, 2024 wechselte er zum Bündnis Sahra Wagenknecht und wurde für das BSW erneut in den Stadtrat gewählt und ist Fraktionschef der BSW-Fraktion. Zudem ist er seit 2024 für das BSW im Kreisrat des Landkreises Zwickau.
Für die Landtagswahl in Sachsen 2024 belegte er den 8. Listenplatz der BSW-Landesliste und wurde somit in den 8. sächsischen Landtag gewählt.
Rudolph ist Beisitzer im Landesvorstand des BSW Sachsen.